# Амрита Притам
Амрита Притам (в.-пандж. ਅੰਮ੍ਰਿਤਾ ਪ੍ਰੀਤਮ; 31 августа 1919 — 31 октября 2005) — индийская писательница и поэтесса пенджабского происхождения. Считается первой получившей мировую известность женщиной, писавшей на пенджабском языке, и одним из ведущих пенджабоязычных писателей XX века. За период своей творческой деятельности, охватывающий более шести десятилетий, она написала более 100 книг, включающих сборники поэзии, романы, биографии, эссе, сборники народных пенджабских и автобиографию, которые были переведены на несколько индийских и иностранных языков.

## Биография
Родилась на территории современного Пакистана в семье школьного учителя, бывшего также редактором литературно-художественного журнала. Её мать умерла, когда ей было 11 лет. Вскоре после этого она вместе с отцом переехала в Лахор, где оставалась до 1947 года, когда после раздела Британской Индии переехала в Индийской союз. Начала писать в раннем возрасте, первый сборник её стихов был опубликован ещё в 1936 году. Несмотря на эмиграцию, она остаётся известной и популярной поэтессой в современном Пакистане.
Более всего Притам известна поэмой-элегией «Ода к Варис-шаху», посвящённую пенджабскому поэту XVIII века, в которой она выражает свою боль из-за конфликтов, случившихся после раздела Британской Индии. Из её прозаических произведений наиболее известен роман «Скелет» (1950), поднимающий темы насилия в отношении женщин, потери человечности и капитуляции перед судьбой, по которому в 2003 году был снят фильм «Похищенная», отмеченный многими наградами.
В 1956 году она стала первой женщиной, выигравшей премию академии Сахитья за свою поэму «Письма», а в 1982 году получила Джнянпитх — главную литературную премию Индии за роман «Бумага и канвас». В 2004 году была удостоена Падма Вибхушан, второй по значимости гражданской награды Индии.
Является автором сборников стихов: «Камни и камешки» (1945), «Бумага и перо» (1970), «Ты — я» (1977). Автор романов: «Доктор Дев» (1949), «Клетка» (1950), «Призыв» (1960), «Жила-была Анита» (1963), «Тринадцатое солнце» (1978).
Амрита Притам была последовательницей Ошо и выполняла тантрические практики.
Амрита Притам умерла в 2005 году после продолжительной болезни.

## Личная жизнь
В 16 лет вышла замуж, но в 1960 году ушла от мужа к художнику и писателю Имрозу.

## Публикации на русском языке
- Амрита Притам. Стихи // Стихи пенджабских поэтов. — М.: Художественная литература, 1957.
- Амрита Притам. Черная роза / Пер. С. Северцева. — Ташкент: Издательство литературы и искусства им. Гафура Гуляма, 1971.
- Амрита Притам. Рассказы // Рассказы индийских писателей. — М.: Художественная литература, 1972.
- Амрита Притам. Тайны сердец / Пер. С. Северцева. — Алма-Ата: Жазушы, 1977.
- Амрита Притам. Единственная Пиала: рассказ // Избранные произведения писателей Южной Азии. — М.: Художественная литература, 1980.
- Амрита Притам. Воскрешая время: эссе // Зеркало мира: Писатели стран зарубежного Востока о книге, чтении, библиофильстве. — М.: Книга, 1984.
- Амрита Притам. Стихи // Индийская поэзия XX века. В двух томах. Том 2. — М.: Художественная литература, 1990.